# الأدلة المؤيدة ( الإثبات)
الأدلة المؤيدة (أو الإثبات)، هي دليل يميل إلى دعم اقتراح مدعوم بالفعل ببعض الأدلة الأولية، وبالتالي تأكيد الاقتراح. مثال، يشهد الشاهد(و) أنه رأى (س) يقود مركبته نحو سيارة خضراء. وفي الوقت ذاته يشهد(ي)و يعتبر شاهد آخر، أنه عندما فحص سيارة (س) في وقت لاحق رأى علامة خضراء على رفرف السيارة. من الممكن أيضاً أن يكون هناك أدلة داعمة مرتبطة بمصدر معين، ما يجعل المؤلف يفكر بطريقة محددة بمقتضى الأدلة التي قدمها الشهود أو الأشياء.
مصدر آخر من الأدلة الداعمة يأتي من استخدام نهج بيكون (Baconian method) أو بمعنى آخر طريقة الاتفاق، وطريقة الاختلاف، وطريقة الاختلافات المصاحبة.
تتبع هذه الأساليب في التصميم التجريبي. التي دُوّنت من قبل فرانسيس بيكون، وتطورت لاحقاً من قبل جون ستيوارت ميل وتتألف من التحكم في عدة متغيرات، من أجل تحديد المتغيرات المرتبطة سببيًا. تستخدم هذه المبادئ على نطاق واسع بديهياً في أنواع مختلفة من البراهين والعروض التوضيحية والتحقيقات، فضلاً عن كونها ضرورية للتصميم التجريبي.
في القانون، يحيل الإثبات (التأييد) إلى الشرط في بعض الولايات القضائية، كما في اسكتلندا، بأن أي دليل مقدم يكون مدعوماً بمصدر آخر واحد على الأقل (انظر الإثبات في القانون الإسكتلندي).

## مثال على التأييد
المدعى عليه يقول: «كان كما قال (الشاهد) ولكن …» هذا دليل مساند من المدعى عليه أن الشهادة التي أدلى بها الشاهد صحيحة.
في بعض الحالات، لا يلزم تقديم الإثبات.هناك استثناءات معينة ينص عليها القانون. في قانون التعليم (اسكتلندا)، من الضروري فقط تقديم سجل كدليل على عدم الحضور. ليس هناك حاجة إلى مزيد من الأدلة.

## إنجلترا وويلز
شهادة زور
انظر القسم الثالث عشر من قانون الحنث باليمين لعام 1911.
مخالفات السرعة
انظر القسم تسعة وثمانون(اثنان) من قانون تنظيم المرور على الطرق لعام 1984.
الاعتداءات الجنسية
انظر القسم اثنان وثلاثون من قانون العدالة الجنائية والنظام العام 1994.
اعترافات المعوقين عقليا
انظر القسم سبعة وسبعون من قانون الشرطة والأدلة الجنائية لعام 1984.
دليل على الأطفال
انظر القسم أربعة وثلاثون من قانون العدالة الجنائية لعام 1988.
دليل على المتواطئين (الشركاء)
انظر القسم اثنان وثلاثون من قانون العدالة الجنائية والنظام العام 1994.